# Carolina Flatscher
Carolina Flatscher (Rum, 18 de mayo de 1982) es una deportista austríaca que compitió en vela en la clase 470.
Ganó dos medallas en el Campeonato Europeo de 470, oro en 2008 y plata en 2006. Participó en los Juegos Olímpicos de Pekín 2008, ocupando el octavo lugar en la clase 470.

## Palmarés internacional
| \| Campeonato Europeo \| Campeonato Europeo \| Campeonato Europeo \| Campeonato Europeo \| \| Año \| Lugar \| Medalla \| Clase \| \| ------------------ \| ----------------------- \| ------------------ \| ------------------ \| \| 2006 \| Balatonfüred (Hungría) \| Medalla de plata \| 470 \| \| 2008 \| Riva del Garda (Italia) \| Medalla de oro \| 470 \| |                         |                  |       |
| Campeonato Europeo |                         |                  |       |
| Año | Lugar                   | Medalla          | Clase |
| 2006 | Balatonfüred (Hungría)  | Medalla de plata | 470   |
| 2008 | Riva del Garda (Italia) | Medalla de oro   | 470   |